# Блакитний лід (авіація)
Блакитним льодом у комерційній авіації називають замерзлі стічні води, які витікли під час польоту з каналізаційної системи літака. Це заморожена на великій висоті суміш біовідходів людини та рідкого дезінфікуючого засобу (назва походить від характерного синього кольору цього засобу). Навмисно скидати відходи під час польоту в сучасній авіації заборонено (та й літаки не мають механізму, за допомогою якого це можна зробити), проте іноді трапляються випадкові витоки з септичного резервуару літака.

## Небезпека при падінні на землю
В одних лише Сполучених Штатах Америки між 1979 і 2003 роками було задокументовано принаймні 27 інцидентів падіння «блакитного льоду» на наземні об'єкти. Такі інциденти зазвичай відбуваються під траєкторіями, якими літак заходить на посадку в аеропорт, оскільки при зниженні замерзла субстанція достатньо нагрівається, щоб відірватися від літака.
Деякі з задокументованих інцидентів:
- У 1971 році шматок льоду з літака пробив велику діру в даху відомої каплиці на Ессекс-стріт каплиці в Кенсінгтоні, Лондон, що стало одним із приводів для знесення цієї будівлі[3].
- 20 жовтня 2006 року шматок блакитного льоду спричинив пошкодження даху будинку в Чино, штат Каліфорнія[4].
- У 2007 році подібний інцидент був зареєстрований у Лестері, Велика Британія[5].
- У лютому 2013 року куля блакитного льоду «розміром із футбольний м'яч» пробила дах оранжереї в Кленфілді[en], Гемпшир, спричинивши збитки на суму близько 10 000 фунтів стерлінгів[6].
- У грудні 2015 року брила блакитного льоду вагою 50 кг врізалася в будинок літньої жінки в окрузі Сагар[en] штату Мадг'я-Прадеш, Індія, і пошкодила їй плече[7].
- У жовтні 2016 року шматок льоду пробив діру в приватному будинку в Амстелвені, Нідерланди[8].
- У травні 2018 року шматки блакитного льоду під час двох різних інцидентів упали на мешканців Келоуни, Британська Колумбія, Канада[9].
- У листопаді 2018 року шматок льоду впав на дах будинку в Брістолі, Англія[10].
- У червні 2024 року шматок льоду у Патерсоні, штат Нью-Джерсі впав на будинок, розташований на шляху підльоту до міжнародного аеропорту Ньюарк-Ліберті[11].

## Небезпека для літаків
Блакитний лід може становити загрозу для літаків: National Transportation Safety Board зафіксувала три дуже схожі випадки, коли замерзлі відходи спричинили пошкодження літака, з туалету якого витекли, і всі три ці випадки сталися з літаками Boeing 727. У всіх трьох випадках відходи потрапили в один із трьох двигунів літака, встановлених у задній його частині, спричинивши втрату потужності. Всі три літаки без подальших інцидентів здійснили вимушену посадку з двома працюючими двигунами, ніхто не постраждав. Лише в одному звіті згадується конкретно лід, в іншому йдеться про пошкодження стороннім предметом, та зазначається, що предмет був відносно м’яким (тобто такий як лід або птах, а не камінь або металевий предмет).

## У масовій культурі
- Про «блакитний лід» стало відомо широкій публіці з фіналу 3-го сезону телевізійного серіалу «Шість футів під землею» 2003 року, в якому великий шматок цієї субстанції падає з неба на жінку, вбиваючи її.
- Подібний інцидент показано в епізоді телесеріалу «Ранковий випуск» 1996 року, коли головний герой рятує людину від розчавлення шматком «блакитного льоду».
- Це явище згадують в епізодах «Теорія великого вибуху» (2 серія 2 сезону) та «CSI: Нью-Йорк» (11 серія 1 сезону).
- У фільмі 2001 року «Пригоди Джо Замазури» головний герой з гордістю демонструє великий шматок «блакитного льоду», який він помилково прийняв за метеорит.
- «Блакитний лід» фігурує в епізоді 161 телепередачі «Руйнівники міфів». Проведений експеримент довів, що подібне явище не є вигадкою.
- Блакитний лід показаний як одна з незвичних причин смерті людини в 4 сезоні телепередачі «1000 способів померти» (п’ята смерть в епізоді 135).